# 송명근 (배구 선수)
송명근(宋明根, 1993년 3월 12일 ~ )은 대한민국의 남자 배구 선수이며, 서울 우리카드 우리WON의 선수이다. 2013-2014 신인 드래프트에서 전체 4순위로 안산 OK금융그룹 읏맨에 입단하였다.

## 논란

### 학교폭력 가해자
송명근이 학교폭력 가해자라는 의혹이 제기되었다. 의혹을 제시한 피해자는 송명근의 폭력에 의해 자신은 고환이 손상을 입어 수술을 하였다고 했다. 송명근이 소속된 안산 OK금융그룹 읏맨의 석진욱 감독은 함께 학교폭력 가해자로 지목된 심경섭과 송명근이 학교폭력 피해자에게 용서를 구해야 한다고 말했다.
이후 송명근은 자신이 가해자가 맞다며 학교폭력 사실과 피해자를 폭행해 고환에 손상을 입혀 수술을 받게 만들었다는 폭로문의 구체적인 내용까지 전부 인정하였다.
송명근은 사과문을 작성하였으나, 함께 학교폭력을 저지른 심경섭은 사과문을 작성하지 않고 오히려 네티즌과 설전을 벌이는 등의 행위로 인해 네티즌들의 비판을 받고 있다.

### 군 복무
2022-2023 시즌 중반에 돌아올것으로 보인다.

## 약력
송명근은 경기대학교 1학년 때부터 당당히 주전으로 활약하였고, 이민규, 송희채와 함께 경기대 3인방으로 불리며 대학배구에서 큰 주목을 받았다. 이를 바탕으로 신생팀이였던 안산 OK저축은행 러시앤캐시에 전체 4순위로 지명되었다.

## 안산 OK저축은행 러시앤캐시-안산 OK금융그룹 읏맨시절

### 2013-2014시즌
2013-2014년 신인드래프트서 1라운드 4순위 전체 4순위로 안산 OK저축은행 러시앤캐시에 지명되었다. 데뷔 첫 해부터 경기대 3인방이였던, 이민규, 송희채와 함께 팀의 주전자리를 꿰찼다. 데뷔 첫 해부터 팀의 주공격수 자리를 차지하였으며, 첫 시즌을 무사히 마쳤다.

### 2014-2015시즌
두 번째 시즌은 리그 최고의 공격수이자 미들블로커인 시몬과 함께 팀의 주 공격을 책임지면서, 창단 2년만에 우승하는 기적을 맛보았다. 챔피언결정전에서의 맹활약으로 MVP를 수상하였다.

### 2015-2016시즌
2015-2016시즌은 작년 시즌과는 달리 삼성화재가 주춤하자, 전반기 리그 1위를 차지하였다. 그러나 후반기에 현대캐피탈의 18연승 대기록으로 인해 정규리그 우승을 내주었으나, 챔피언결정전에서 맹활약하며, 팀의 우승에 큰 공헌을 하였다.

### 2016-2017시즌
작년 시즌이 끝난후 4월에 양쪽 무릎 통증 제거 수술을 하였다. 이로 인한 후유증 때문인지, 1라운드 초반에만 잠깐 나온 후 통증이 지속되면서 3라운드에 복귀하였다. 그러나 또 무릎통증이 재발하자 시즌 아웃이 되었다. 팀은 트라이아웃제도로 인해서 시몬이 떠나고, 팀의 토종주포인 본인의 부상 공백을 메꾸지 못하고 일찌감치 봄배구에 탈락하였다. 그로 인하여 최하위로 시즌을 마쳤다.

### 2017-2018시즌
무릎 부상을 털고 천안넵스컵에 무사히 복귀하여 맹활약하였다. 첫번째 경기에서 블로킹 하나가 모자라서 트리플 크라운을 달성하지 못하였지만, 10월 20일 삼성화재와의 시즌 두번째 경기에서 후위공격 3득점, 서브 4득점, 블로킹 3개 포함 20점을 기록하며 인천 대한항공 점보스의 가스파리니에 이어 시즌 두번째, 개인 첫번째 트리플 크라운을 기록하면서 팀을 3-1 승리로 이끌었다. 이후 경기에서는 롤러코스터를 타며 팀의 4연패를 막지 못하였다. 하지만 11월 8일 의정부 KB손해보험 스타즈와의 경기에서 시즌 6번째, 개인 2번째 트리플 크라운을 기록하면서 팀의 3-2 대역전승을 이끔과 동시에 팀의 연패 사슬도 끊어주었다.
시즌이 끝난후 입단동기인 이민규, 송희채와 함께 FA 자격을 얻었다. 원소속구단 협상 마지막날인 5월 14일에 연봉 4억원, 계약기간 3년에 원소속팀 안산 OK저축은행 러시앤캐시와 재계약을 맺었다. 

### 2018-2019시즌
시즌을 앞두고 팀의 주장이 되었으며, 5월말에는 결혼도 하였다.
시즌 초반에는 선발로 나오다가 경기력이 하락하자 자신감도 떨어지면서 교체로 나오는 경기가 늘어나고있다. 점차 경기력과 자신감을 회복하면서 2라운드 들어서는 선발로 경기에 출장하고있다. 작년에 비해서는 리시브비중이 늘어나면서 득점력이 다소 하락하긴 했지만 팀의 주장으로 득점을 할 때마다 팀의 사기를 북돋아주고있다. 시즌 초반 팀의 상승세를 이끌고 있다.

### 2019-2020시즌
이번 시즌도 주전 레프트로 활약한다.
에이스답게 외국인 선수인 레오와 함께 주포로 활약하였다.

## 수상 경력
- 2018년 제18회 자카르타 팔렘방 아시안게임 남자 배구 은메달
- 2016년 NH농협 2015~2016 V리그 남자부 레프트부문 베스트7
- 2015년 NH농협 2015-2016 V-리그 챔피언결정전MVP
- 2014년 NH농협 2014-2015 V-리그 스파이크서브 킹&퀸 113Km
- 2014년 제17회 인천 아시안게임 남자 배구 동메달
- 2013년 NH농협 2013-2014 V-리그 라운드 MVP 4R
- 2013년 NH농협 2013-2014 V-리그 올스타세레머니상

## 경력 사항
- 2014 제17회 인천 아시안게임 남자 배구 국가대표
- 2018 FIVB 남자 발리볼네이션스리그 국가대표

## 출신 학교
- 안말초등학교
- 송림중학교
- 송림고등학교
- 경기대학교